# Natanleod
Natanleod, secondo la Cronaca anglosassone, fu un sovrano dei Britanni. Tuttavia è quasi certo che non sia mai esistito. L'opera afferma che nel 508 Cerdic e Cynric "uccisero un certo re britannico di nome Natanleod e cinquemila dei suoi uomini, ragion per cui l'area fino al guado di Cerdic prese il nome di Natanleaga". Il guado di Cerdic è stato identificato con Charford, nell'odierno Hampshire e Natanleaga con una zona paludosa, la Netley Marsh, nei pressi della città di Totton, nell'Hampshire. Tuttavia Natanleaga non deriva dal ricordo della sconfitta di Natanleod, ma dall'antica parola inglese naet, che significa bagnato. Nei secoli XIX e XX Natanleod è stato frequentemente identificato con Ambrosio Aureliano. Ma Edward Gibbon, nella Storia del declino e della caduta dell'Impero romano, è scettico verso questa identificazione.